# Pozuelo de Aragón
Pozuelo de Aragón ist ein spanischer Ort und eine Gemeinde (municipio) mit 249 Einwohnern (Stand: 2024) im Nordwesten der Provinz Saragossa der Autonomen Region Aragonien.

## Lage
Pozuelo de Aragón liegt knapp 60 km (Fahrtstrecke) westnordwestlich der Provinzhauptstadt Saragossa in einer Höhe von etwa 410 m. 
Das Klima ist gemäßigt bis warm; Regen (ca. 485 mm/Jahr) fällt übers Jahr verteilt.

## Bevölkerungsentwicklung
| Jahr      | 1970 | 1981 | 1991 | 2001 | 2011 | 2021 |
| Einwohner | 499  | 440  | 374  | 338  | 340  | 265  |

## Sehenswürdigkeiten
- Himmelfahrtskirche (Iglesia de Nuestra Señora de la Asunción)
- Kapelle Santa Ana
- Rathaus
- Artesischer Brunnen

## Persönlichkeiten
- María Domínguez Remón (1882–1936), Politikerin und Journalistin